# Miles (Teksas)
Miles – miasto w Stanach Zjednoczonych, w stanie Teksas, w hrabstwie Runnels.